# 오클라후카
오클라후카(1999년 12월 1일 ~)는 대한민국의 래퍼다. 2021년 싱글 《Ganjaman》으로 데뷔했다.

## 방송
- 방구석 래퍼 (2022) - Top6(5위)

## 음반
- Ganjaman (2021)
- No Rule (2021)
- Rose Window (2022)
- 방구석래퍼 Part.1 (2022)

## 기타
- DJ Ovastan 《Judgement Day》 (2022) - 피처링, 작사